# 加拉西
50°9′5″N 23°54′37″E / 50.15139°N 23.91028°E
加拉西（烏克蘭語：Галасі），是烏克蘭西部的村莊，隸屬利維夫州的利維夫區。該村面積0.34平方公里，海拔高度223米，2001年人口49，人口密度每平方公里14.41人。